# 厙狄峙
厙狄峙（？—570年），北魏、北周时代政治人物，先世辽东段部鲜卑，西晋幽州刺史段匹磾之后，祖先因避难改姓。后迁居代郡，世为豪右。

## 生平
厙狄峙少年以弘厚知名，善骑射，有谋略。在北魏为官，任高陽郡太守，为政仁恕，百姓很高兴。534年，魏孝武帝西遷，厙狄峙棄官从帝入关中。535年（大统元年），西魏建国，任中书舍人，参与国政機密，以恭谨著称。转任黄門侍郎。西魏連年与東魏争战，柔然乘虚侵犯西魏北边。西魏朝廷想要和柔然和親，派厙狄峙使者前往。厙狄峙容貌魁偉，善于辞令，柔然可汗阿那瓌重视他说的话，不再侵攻。宇文泰对他说：“昔魏绛和戎，见称前史。以君方之，彼有愧色。”封厙狄峙高邑县公。转任驃騎将軍、岐州刺史，加散騎常侍之位、開府儀同三司。554年，召還長安为侍中。柔然滅亡後，突厥強盛。突厥虽然和西魏通交，但也和北齐连結。宇文泰命厙狄峙为出使突厥的使者。厙狄峙説服突厥，执拿北齐使者送到長安。因前後的功績，厙狄峙任大将軍，封安丰郡公。任小司空。557年，北周建立，周孝閔帝即位，厙狄峙转任小司寇。周明帝即位，任都督益潼等三十一州諸軍事、益州刺史。564年，任宜州刺史。568年，回到長安任少師。因年老上书请求退休。570年，厙狄峙去世。追贈同州刺史，谥号定。

## 家族

### 祖父
- 厍狄凌，北魏武威郡郡守

### 父
- 厙狄貞，北魏上洛郡太守

### 子
- 厙狄嶷，嗣爵安丰郡公，少年知名，初任吏部上士，历任小内史、小納言，官至开府仪同三司、职方中大夫、蔡州刺史。在官任上去世
- 厙狄徵，从平北齐，以功拜仪同大将军，赐爵乐陵县公
- 厙狄徽，以军功至仪同大将军、保城县男
- 厙狄嶔

## 延伸阅读
[在维基数据编辑]
 《周書·卷33》，出自令狐德棻《周書》
 《北史/卷069》，出自李延壽《北史》